# Peking Union Medical College

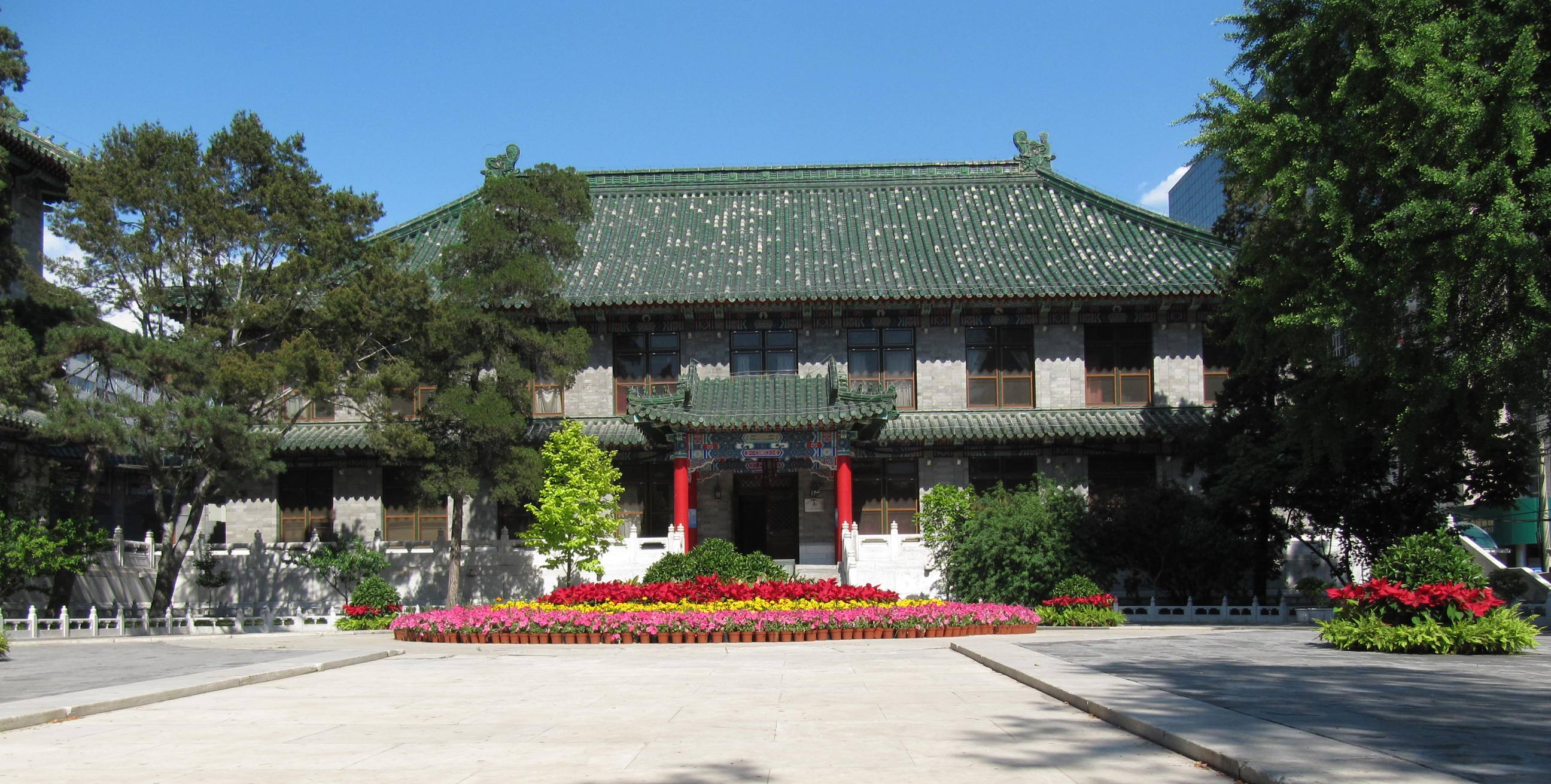
Vecchio edificio del Peking Union Medical College di Pechino

Il Peking Union Medical College, fondato nel 1906, è un college medico pubblico nazionale situato a Dongcheng, Pechino, Cina. È affiliato alla Commissione Sanitaria Nazionale. La scuola gestisce il Peking Union Medical College Hospital e ospita un programma congiunto di scienze mediche cliniche della durata di 8 anni con l'Università di Tsinghua.
L’Università di Tsinghua si è fusa con la Chinese Academy of Medical Sciences nel 1957 e lavora come un'unica istituzione con due nomi direttamente sotto il Ministero della Salute, ora Commissione Sanitaria Nazionale. È la prima scuola di medicina in Cina a introdurre il programma MD di 8 anni.

## Storia

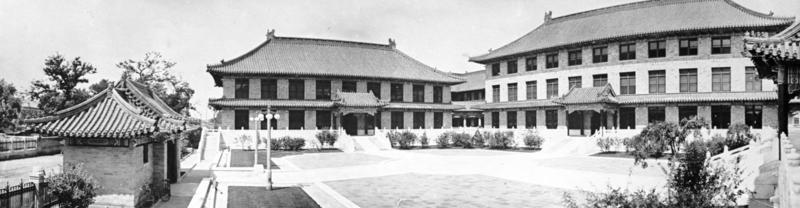
Il Peking Union Medical College è stato fondato nel 1906 dai missionari americani e britannici e finanziato dalla Fondazione Rockefeller. Rimane oggi una delle migliori scuole di medicina della Cina.

Il Peking Union Medical College Hospital è stato fondato nel 1906. Il Consiglio dei Commissari Americani per le Missioni Estere, il Consiglio delle Missioni Estere della Chiesa Presbiteriana negli USA, la London Missionary Society, e più tardi, la Medical Missionary Association di Londra, insieme al governo cinese di quel tempo cooperarono alla fondazione e allo sviluppo del Medical College e lo mantennero fino al 1915. Il 1º luglio 1915, il China Medical Board, recentemente istituito, assunse il pieno sostegno dell'Union Medical College, avendo precedentemente acquisito la proprietà. Il China Medical Board ha modellato la scuola sul modello della Johns Hopkins University School of Medicine seguendo le raccomandazioni del Flexner Report, che ha gettato le basi della moderna educazione medica negli Stati Uniti e in Canada. La PUMC fu riorganizzata nel 1917 e celebrò il suo 90º anniversario con una cerimonia alla quale parteciparono il presidente della Johns Hopkins University, il presidente del China Medical Board e rappresentanti della famiglia Rockefeller e del Rockefeller Brothers Fund. John Black Grant, MD, MPH è stato uno dei membri fondatori della facoltà della PUMC e ha servito dal 1921 al 1938 come professore e presidente del suo Dipartimento di sanità pubblica. Il dottor Grant è il padre di James P. Grant, il terzo direttore esecutivo dell'UNICEF.
Nel gennaio 1951, il nuovo governo statalizzò il PUMC e l'istituzione fu accusata di essere un agente dell'imperialismo culturale americano. Il Ministero della Salute ha cambiato il suo nome in China Union Medical College ma non ha modificato in modo definitivo il curriculum se non per cambiare la lingua di insegnamento dall'inglese al cinese. Nel 1952 l'Esercito Popolare di Liberazione diresse le operazioni e rimase in carica fino al 1956. Il curriculum fu militarizzato e ridotto a un anno per formare ufficiali medici dell'esercito, vi furono introdotti dei modelli sovietici. L'orientamento di base alla medicina occidentale è stato mantenuto e il personale ha continuato a svolgere ricerche e interventi chirurgici avanzati. [7]
Nel 1956 fu ripristinata l'autonomia, ma il collegio continuò a essere criticato per il suo elitarismo e cosmopolitismo. [8] Durante la Rivoluzione Culturale, il Collegio medico dell'Unione di Pechino fu chiuso e l'ospedale fu ribattezzato Ospedale antimperialista di Pechino (北京反帝醫院). Nel 1979, riaprì come "Università della Capitale delle Scienze Mediche", per poi tornare al Peking Union Medical College (协和医科大学) nel 1985.

## Stato attuale

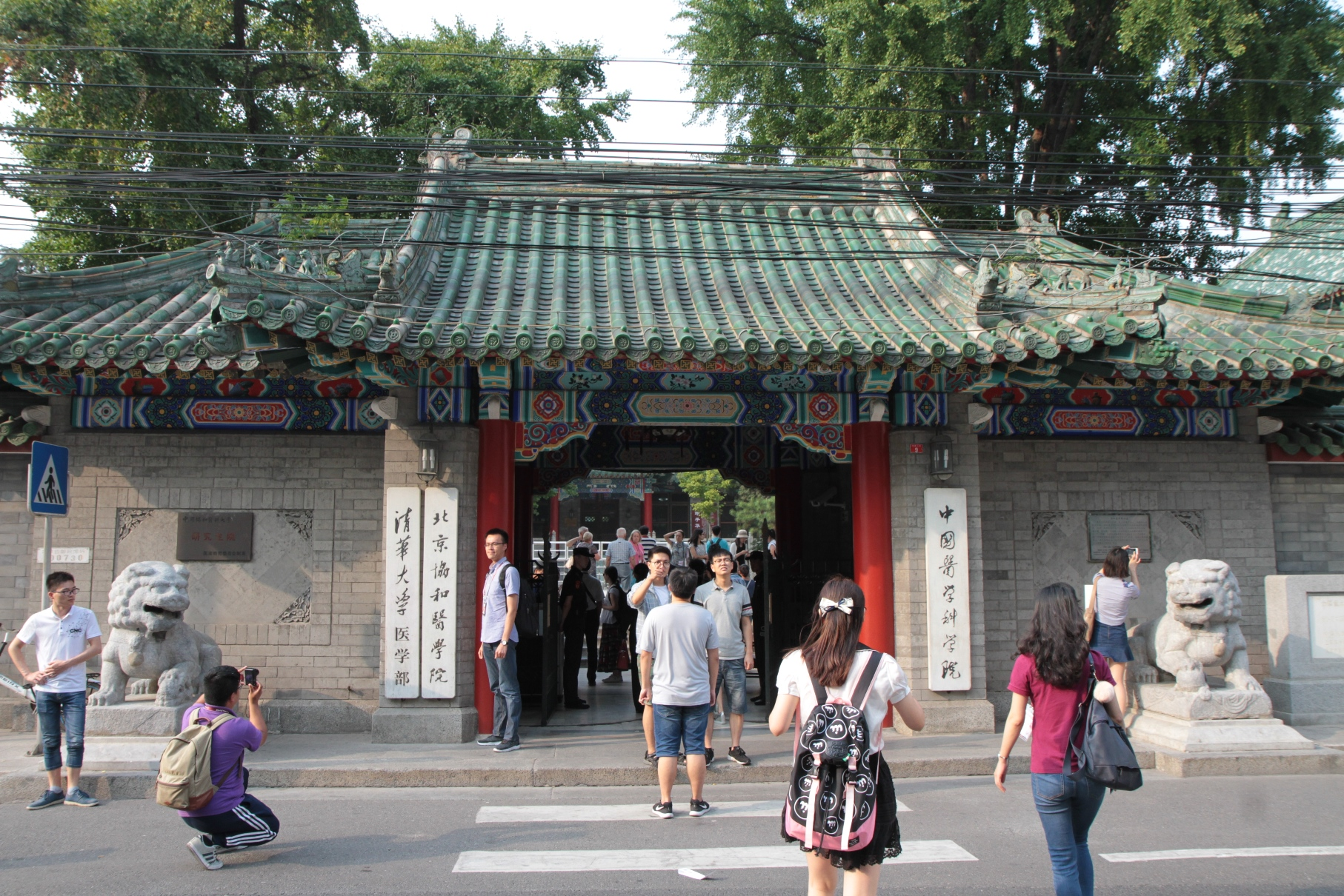
Università medica dell'Unione di Pechino, porta dell'Università di Tsinghua

Gli studenti del Peking Union Medical College frequentano tradizionalmente il dipartimento di biologia dell'Università di Pechino per la parte di istruzione preparatoria. Dal 2002, l'Università di Tsinghua ha tenuto un programma MD congiunto in scienze mediche cliniche. L'iscrizione al corso di scienze mediche cliniche presso la PUMC si basa sul rendimento individuale alla scuola superiore e sul punteggio dell'esame nazionale dopo il diploma. Il curriculum di scienze mediche cliniche è di 8 anni, accetta circa 90 studenti ogni anno e comprende 2,5 anni di formazione pre-medica presso la Scuola di Scienze della Vita dell'Università di Tsinghua; gli studenti hanno i loro studi preliminari di medicina presso l'Università di Tsinghua e sono considerati studenti sia della PUMC che dell'Università di Tsinghua. Il college ha anche una sua Graduate School indipendente, che recluta alunni da altre scuole di medicina in tutto il paese.
Il Peking Union Medical College ha fornito generazioni di importanti leader per la medicina accademica e clinica e aree collegate in tutto il mondo.

## Classifiche e reputazione
Il Peking Union Medical College è elencato come una delle 400 migliori università nella classifica mondiale delle università. In Cina è tra le prime 1 o 2 migliori a livello nazionale, insieme alla Capital Medical University.
A partire dal 2022, le sue facoltà di "Ingegneria biomedica" e "Salute pubblica" sono state classificate tra le prime 75 al mondo, mentre le facoltà di "Farmacia e scienze farmaceutiche" e "Infermieristica" sono state inserite tra le prime 150 al mondo dall'Academic Ranking of World Universities. A partire dal 2022, la sua "Medicina clinica" si è classificata al 121º posto a livello globale anche dallo U.S. News & World Report .

### Classifica accademica delle università mondiali (ARWU)
L’Academic Ranking of World Universities (ARWU), noto anche come Shanghai Ranking, pubblica annualmente le classifiche universitarie mondiali. È la prima classifica universitaria globale con molteplici indicatori.
| Anno | Rango | Valutatore                                                                                    |
| ---- | ----- | --------------------------------------------------------------------------------------------- |
| 2023 | 1     | Classifica delle migliori università cinesi ARWU - Classifica delle università mediche cinesi |

## Ricerca
La facoltà di medicina ospita 4 laboratori importanti dello stato e 6 centri collaboranti dell'OMS, tra cui:
- Centro di collaborazione dell'OMS per l'informazione sanitaria e biomedica[7]
- Centro di collaborazione dell'OMS per la famiglia di classificazione internazionale (OMS-FIC)[7]
- Centro di collaborazione dell’OMS per la formulazione delle politiche infermieristiche e la gestione della qualità[7]
- Centro Collaboratore dell’OMS per la Medicina Tradizionale[7]
- Centro di collaborazione dell'OMS per il controllo comunitario delle malattie ereditarie (talassemia)[7]
- Centro di collaborazione dell'OMS per la prevenzione e il controllo delle infezioni sessualmente trasmissibili[7]
- Il laboratorio chiave statale di oncologia molecolare[8]
- Il Laboratorio Chiave Statale di Biologia Molecolare Medica[8]
- Il laboratorio chiave statale delle sostanze bioattive e la funzione delle medicine naturali[8]
- Il laboratorio chiave statale di ematologia sperimentale[8]

## Ospedali
- Ospedale del Peking Union Medical College, Pechino
- Ospedale Fuwai, Pechino
- Ospedale contro il cancro, Pechino
- Ospedale di Chirurgia Plastica, Pechino
- Ospedale di Ematologia, Tianjin
- Ospedale per le malattie della pelle, Nanchino

## Alunni importanti
- Chen Jirui (Jerry Chen)
- Xin Lu
- Tang Feifan
- Pei Hsien Tang
- Tsai-Fan Yu
- Liang Wannian
- Wu Jieping
- Hyen-taik Kimm